# 뮤직런
뮤직런은 KBS대전 해피FM에서 평일 저녁 6시부터 저녁 7시까지 방송했던 라디오 음악 프로그램이다. 2025년 1월 17일 자로 7년만에 폐지되었다.

## 역대 DJ
- 2018년 10월 8일 ~ 2020년 9월 4일 : 전유미 아나운서
- 2020년 9월 7일 ~ 2021년 2월 26일, 2021년 8월 23일 ~ 2022년 4월 29일 : 맹수지 아나운서
- 2021년 3월 1일 ~ 2021년 8월 20일, 2022년 5월 2일 ~ 2023년 3월 3일 : 김숙경 아나운서
- 2023년 3월 6일 ~ 2025년 1월 17일 : 손지화 아나운서

## 요일별 코너
- (월) 오빠딸 밴드의 심쿵~ 라이브, <한 시간만 불러줘~!> 
  - Special DJ : 밴드 오빠딸(초고추정, 영의정K) 감미로운 목소리로 팬심을 사로잡는 월요일 라이브의 향연! 뮤직런 청취자들의 신청곡을 스튜디오에서 생생한 목소리로 불러주는 오빠딸! 그리고 함께 들으면 좋은 음악 추천까지!! 한 시간 동안, 오직 당신을 위한 매력 넘치는 라이브에 흠뻑 빠져보자!
- (화) 생각만 해도 그 곳에서의 추억과 사랑이 새록새록 떠오르는 여행지. 혹은 ‘이런 여행지 어떨까?’ 하고 생각해본 여행 테마, 여행하는데 빠질 수 없는 음악. 그리고 이걸 빼놓으면 섭섭하죠? 맛있는 기억~~까지!! 완전한 여행을 찾아 떠나는 여행, 완행식당으로 오세요~ 메뉴도 음식도 청취자들이 직접 만드는 식당, 완행식당입니다.
  - 여기에 하나 더! 세상에 모르는 게 없는 김병구 사진작가가 함께 해 여행이야기에 감칠맛을 더해주고 있죠! 신장개업한 완행식당으로 오세요~~
  - Special DJ : 사진가 김병구
- (수) 상황저격, <내 맘대로 뮤직킥>  
  - Special DJ : 개그맨 김성규 이럴 때는 이런 노래가 딱이지~! 누가 그래? 내 맘대로! 내 멋대로! 오직 당신 멋대로 선곡하는 자유로운 음악시간! 당신만이 간직한 그 때 그 이야기 그리고 노래. 이제는 아름다운 추억으로 남거나, 웃고 지나갈 일로 남은 그 때 그 상황들을 내 맘대로 베스트 5, 베스트 3 선곡을 통해 마음껏 표현해보자!
- (목) 고민하면 예뻐진다, <고민 IT 남녀> 
  - Special DJ : MC 개그맨 장원 살아가면서 접하는 예기치 못한 상황들, 불안한 관계들, 그로 인해 야기되는 불편한 마음들을 속으로만 끙끙대지 말고 [고민 IT 남녀?]와 함께 해보자. 고민은 함께 얘기 나누는 것만으로도 그 무게가 줄어들 수 있다. 머릿속을 고민으로만 가득 채우지 말고, [고민 IT 남녀?]의 문을 활짝 열고 들어오라!
- (금) 마음이 울적하고 답답할 땐? “나 화나쑝!”
  - Special DJ – MC 허지엽 내가 화나는 순간들! 나를 화나게 하는 사람들! 마음에 담아두면 미세먼지처럼 차곡차곡 쌓일지도 모를 감정들! 속 시원히 한 마디만 내뱉어 보자~!! 단, 화난 감정을 속 시원히 털어내되, 말 끝에는 ‘나 화나쑝’으로 귀엽게 마무리해야 한다. 왜? 스스로의 마음을 다스려보기 위한 노력! MC들의 달콤한 위로와 힐링 음악으로 당신의 화를 스르르~~녹여보자!

## 같이 보기
- KBS대전방송총국